# Saint-Quentin-Fallavier
Saint-Quentin Fallavier é uma comuna francesa na região administrativa de Auvérnia-Ródano-Alpes, no departamento de Isère. Estende-se por uma área de 22,83 km². Em 2010 a comuna tinha 6 147 habitantes (densidade: 269,3 hab./km²).